# Martín López Heras
Martín López Heras, nacido el 11 de mayo de 1918 en Badajoz, es un político español, miembro del PSOE. En la década de 1960, trabajó en una empresa agrícola que fabricaba piensos compuestos. Trabajó como empresario a mediados de los 70. Fue electo alcalde de Mérida en abril de 1979, gracias a una alianza entre los socialistas del PSOE y la Organización Revolucionaria de Trabajadores (ORT). Fue el primer alcalde democrático de la ciudad, y gobernó con el apoyo del PSOE, la ORT y la UCD. Empezó una serie de obras importantes, entre ellas el asfaltado de una cincuentena de calles y la instalación de una red de agua corriente en gran parte del centro de la ciudad.
Dimitió en el verano de 1981. por motivos de salud. Antonio Vélez Sánchez le sucedió como alcalde
Es considerado el primer alcalde democrático y figura clave de Mérida. Martín López Heras murió el 25 de marzo de 2008.

## Posteridad
Una calle de Mérida lleva hoy su nombre.